# Laeti
Laeti (forma plural de laetus) fue un término usado durante el bajo Imperio romano para designar comunidades de bárbaros, de personas procedentes de fuera del Imperio, a quienes se había permitido asentarse dentro del territorio imperial y se les había asignado lotes de tierra para su sustento. A cambio de esto, los laeti estaban obligados a proporcionar reclutas para el ejército romano.

## Orígenes
Los laeti eran grupos de emigrantes procedentes de pueblos que vivían más allá de las fronteras del Imperio con el que habían estado en contacto y en guerra intermitente desde que las fronteras imperiales del norte se estabilizaron en tiempos de Augusto, a finales del siglo I. En las fuentes literarias solo aparecen menciones a ellos desde finales del siglo III y siempre situándolos dentro del Imperio occidental por lo que parece que no hubo grupos asentados en la parte oriental.
A pesar de su aparición tardía en los escritos que se conservan, es probable que, con anterioridad, existieran grupos de este tipo asentados dentro del Imperio. Así, por ejemplo, Dion Casio dejó reseña de que el emperador Marco Aurelio otorgó tierras en el regiones fronterizas de Germania, Panonia, Mesia e incluso en la misma Italia, a grupos de marcomanos, cuados y yacigios capturados durante las guerras marcomanas. De hecho, se puede considerar que la práctica de establecer comunidades de barbari dentro del Imperio se remonta al mismo emperador Augusto ya que, durante su época, varios subgrupos de tribus alemanas del este del Rin, como, por ejemplo, los cugernos —un subgrupo de los sicambrios— y los ubios, solicitaron asentamiento en el lado occidental controlado por los romanos. Posteriormente, en el año 69, Otón también asentó a varias grupos de moros norteafricanos en la provincia de Bética.
Igualmente, durante los siglos I y II, eran varios los regimientos auxiliares del ejército romano que portaban nombres de tribus bárbaras por lo que, se considera, que la admisión de estos grupos en territorio imperial estaba condicionada a algún tipo de obligaciones militares.

## Organización
Los acuerdos que regulaban el asentamiento de los laeti no están completamente claros por lo que es posible que fuesen comunes para todos o que variasen en cada ocasión. Tampoco es seguro que sus condiciones fuesen muy diferentes de las que se aplicaban a otros grupos como los gentiles o extranjeros de origen libre, los dediticii, es decir, bárbaros capturados como prisioneros, o los tributarii, esto es, pueblos obligados a pagar tributos. También es posible que estas denominaciones se usaran indistintamente o se superpusieran. Lo más probable es que los términos laeti y gentiles fueran intercambiables, ya que están listados en la misma sección dentro de la Notitia dignitatum y que ambos se refiriesen a grupos acogidos bajo acuerdos voluntarios. Además, en este documento, a menudo los dos términos aparecen juntos, por ejemplo, al señalar al praefectus laetorum gentilium Suevorum de Bayeux y al praefectus laetorum gentilium de Reims.
A cambio de su admisión en el Imperio y de las concesiones de tierras, los colonos laeti tenían la obligación de proporcionar reclutas al ejército romano, probablemente en mayores proporciones que en las circunscripciones ordinarias del imperio tardío. El tratado que otorgaba el asentamiento y las tierras establecía la contribución en reclutas que podía ser, bien en una sola vez o bien mediante una aportación anual.
Una vez que se les permitía establecerse dentro del Imperio con sus familias, a los laeti se les otorgaban lotes de tierra (terrae laeticae) para su sustento. Sus asentamientos se agruparon en varias circunscripciones militares que estaban al cargo de un praefectus laetorum (o praefectus gentilium) romano y que, probablemente, quedaban fuera de la Administración provincial normal.
Existe una considerable controversia sobre si sus reclutas formaban unidades militares distintas o simplemente se integraban en la reserva general de reclutas del ejército. La opinión tradicional es que cada praefecti laetorum o gentilium registrado por la Notitia dignitatum estaba al mando de un regimiento compuesto por los laeti indicados en su título. En este sentido se ponen varios ejemplos: los scholae de caballería formados por gentiles existentes en los ejércitos oriental y occidental, la mención a un regimiento regular llamado laeti en la guerra entre Constancio II y Juliano, el regimiento llamado Felices laetorum existente en la Italia del siglo VI, o las unidades ala I Sarmatorum y numerus Hnaufridi atestiguadas en Britania durante el siglo III.
Los autores Hugh Elton y Adrian Goldsworthy son de la opinión, en cambio, de que a los laeti se les reclutaba para integrarse en las unidades militares existentes y que rara vez formaban las suyas propias. El principal sustento de este punto de vista es un decreto del año 400, recogido en el Código Teodosiano,  que autorizaba al magister militum para reclutar laeti alamanes y sármanas junto a otros grupos como los hijos de militares veteranos. Esto implicaría que los laeti eran vistos como una parte más de la reserva general de reclutas y que los prefectos laetorum o gentilium tenían un papel meramente administrativo destinado a gestionar el reclutamiento anual dentro de sus circunscripciones.

## Notitia dignitatum
Una gran parte de la información que se dispone sobre los laeti proviene de la Notitia dignitatum, un documento escrito a finales del siglo IV y principios del V donde se detallan los cargos oficiales dentro del Imperio tanto en el área civil como en la militar.  Su parte correspondiente al Imperio occidental se redactó en ca. 425 y la del oriental en ca. 395. A pesar de sus carencias y de que en él faltan secciones, es un texto muy apreciado por la investigación.
Los ejemplares que han llegado a nosotros solo mencionan expresamente —aunque de manera incompleta— a los asentamientos laeti existentes Italia y en la Galia aunque sugieren que, también, podrían haber existido en las provincias danubianas. La lista de praefecti laetorum en la Galia contiene prefectos para los lingones, nervios y bátavos a pesar de que estas tribus estaban romanizadas e integradas en el Imperio desde su inicio bajo Augusto. Esto se ha interpretado, bien como un error de copia o bien que estos nombres se referían a ciudadanos romanos que habían sido desplazados desde sus áreas de origen.

### Asentamientos laeti conocidos
El apartado XLII de la Notitia correspondiente al Imperio occidental detalla dos listas de prefectos para los laeti: los praefecti laetorum de la Galia y los praefecti gentilium Sarmatorum (prefectos de sármatas nativos que habían sido reclutados voluntariamente por el Imperio) en la Galia e Italia. Todos estaban bajo el mando del magister militum, el comandante supremo del ejército.
El documento contiene un total de 34 entradas sobre grupos de laeti. Con todo, su número tuvo que ser muy superior ya que, por un lado, parece que faltan dos páginas con información sobre ellos y por otro, algunas reseñas podrían referirse a varios asentamientos como la correspondiente a los sármatas en Apulia y Calabria.

#### Prefectos delaetien la Galia
- Bátavos y suevos en Baiocas (Bayeux) y Constantia (Coutances).
- Suevos en Ceromanos (Le Mans) y otra ubicación desconocida.
- Francos en Redondas (Rennes).
- Teutones en Carnuta (Chartres).
- Suevos en Arumbernos (Auvergne).
- Lingones dispersados por la provincia Belgica prima.
- Actos en Epuso (Belgica prima).
- Nervios en Fanomantis (Famars).
- Bátavos Contraginenses en Noviomagus (Nimega).
- Gentiles sin especificar en Remo (Reims) y Silvamectum (Senlis).
- Lagenses en Tungri (Tongres).
- Otras unidades no detalladas al faltar parte del texto.

#### Prefectosgentilium Sarmatorumen Italia
- Apulia et Calabria (parte de las actuales regiones Apulia y Calabria).
- Bruttii et Lucania (parte de las actuales Calabria, Basilicata y Cilento).
- Forum Fulviense.
- Opittergum (Oderzo en el Véneto).
- Patavium (Padua en el Véneto).
- Lugar indeterminado por desaparición del texto.
- Cremona (Cremona en Lombardía).
- Taurini (Turín en Piamonte).
- Aquae sive Tertona (Tortona en Piamonte).
- Novaria (Novara en Piamonte).
- Vercellae (Vercelli en Piamonte).
- Regio Samnites (Samnio, parte de la actual Campania).
- Bononia in Aemilia (Bolonia en Emilia-Romaña).
- Quadratae et Eporizium (Gorizia).
- Pollentia (Pollenzo en Piamonte).

#### Prefectosgentilium Sarmatorumen la Galia
- Pictavi (Poitiers donde, también, tenía a su cargo a un grupo de taifalos).
- a Chora Parisios usque (en los alrededores de París).
- inter Remos et Ambianos Belgica II (en la actual región de Champaña).
- per tractum Rodunensem et Alaunorum (en el área de Rennes donde, también tenía a su cargo a un grupo de alanos).
- Lingones (Langres).
- Au… (nombre ininteligible).
- otros lugares detallados en dos páginas más del manuscrito las cuales se han perdido.

### Marcomanos
La Notitia también menciona un tribunus gentis Marcomannorum bajo el mando del dux Pannoniae primae et Norici ripensis y un tribunus gentis per Raetias deputatae (tribuno de nativos en las provincias recias). Estos marcomanos probablemente también eran laeti y podrían ser descendientes de tribus asentadas en la zona, tanto por Marco Aurelio tras las guerras marcomanas del siglo II como por Galieno tras su tratado con un rey de los marcomanos en el año 258/9.

## Impacto
La cantidad de asentamientos laeti recogidos por la Notitia, a pesar de que su número es incompleto, muestran su considerable proliferación durante el siglo IV. Este hecho, unido a las numerosas unidades militares con nombres de tribus bárbaras que, también, incluye el documento, dio lugar a la teoría de la «barbarización» para explicar la caída del Imperio romano. En este punto de vista no se distingue entre laeti, foederati y meros mercenarios.
Esta visión se recoge en la obra magna de Edward Gibbon Historia de la decadencia y caída del Imperio romano y ha permanecido en la historiografía desde hace más de 200 años. Según ella, un factor crítico en la desintegración de la parte occidental del Imperio durante el siglo V fue la dependencia, cada vez mayor, de los reclutas bárbaros para formar el ejército ya que los propios romanos se volvieron reacios al servicio militar. Estos soldados bárbaros no mostrarían la misma lealtad al Imperio y traicionarían repetidamente los intereses romanos, pero la teoría de la "barbarización" esta descartada, ya que desde las Reformas Marianas, con la profesionalización del ejército (es decir, el fin del servicio militar obligatorio, el fin de los ciudadanos-soldados), los soldados, tanto nativos como bárbaros, se volvieron cada vez más leales a sus superiores que al estado, cosa observada con Julio César y sus legionarios; por no decir que los llamados "romanos nativos" desde que Roma dejó de ser una ciudad-estado, tenían ascendencia bárbara.
Desde las últimas décadas del siglo XX, las opiniones de Gibbon han sido generalmente dejadas a un lado. Según autores como Goldsworthy no hay evidencia de que los soldados y oficiales de origen bárbaro fueran menos leales que sus homólogos romanos. La evidencia apunta, más bien, a la conclusión de que los laeti eran una fuente crucial de reclutas de primer nivel para el ejército romano tardío. La incorporación de bárbaros no era algo nuevo y había estado presente desde los días de la República romana cuando Julio César y Marco Antonio incluyeron en su ejército a unidades de caballería galas y germanas que, previamente, habían sido derrotadas en batalla. Esta práctica fue institucionalizada por el primer emperador, Augusto, con el establecimiento de las unidades auxiliares que incorporaban a los bárbaros derrotados dentro del ejército romano. De esta manera, tanto los laeti como los auxiliares habrían sido una vía usada normalmente para romanizar a los bárbaros.